# 格羅斯曼冰原島峰
74°55′S 72°40′W / 74.917°S 72.667°W
格羅斯曼冰原島峰（英語：Grossman Nunataks），是南極洲的冰原島峰，位於帕爾默地，處於萊昂冰原島峰和斯凱海冰原島峰之間，長33公里，海拔高度1,300至1,500米，美國地質調查局根據測量和該國海軍的空中照片繪入地圖，現時由南極條約體系管理。